# Poliopastea cyanescens
Poliopastea cyanescens är en fjärilsart som beskrevs av Paul Dognin 1912. Poliopastea cyanescens ingår i släktet Poliopastea och familjen björnspinnare. Inga underarter finns listade i Catalogue of Life.